# Леви, Владимир Львович
Влади́мир Льво́вич Леви́ (фамилия при рождении — Клячко́; род. 18 ноября 1938, Москва) — советский и российский писатель, врач-психотерапевт и психиатр, автор книг по различным аспектам самопомощи и популярной психологии. Кандидат медицинских наук (1983).

## Биография
Родился в семье известного учёного в области теории и технологии получения литейных сплавов, доктора технических наук, лауреата Сталинской премии (1950), профессора Московского института стали и сплавов Льва Израилевича Леви. По отцовской линии семья происходила из еврейской земледельческой колонии Новополтавка Херсонской губернии. Мать — Елена Аркадьевна Клячко, уроженка Антверпена (из семьи российских эмигрантов), работала инженером-химиком (Владимир Леви до шестнадцати лет носил фамилию матери). Дядя (старший брат матери) — доктор химических наук, профессор Юрий (Юстин) Аркадьевич Клячко.
Окончил Первый московский медицинский институт (1961) и впоследствии аспирантуру при кафедре психиатрии там же, работал ординатором и врачом-психиатром в Больнице имени П. П. Кащенко, затем психотерапевтом, научным сотрудником Института психиатрии Минздрава РСФСР (Всесоюзный научно-методический суицидологический центр проф. А. Г. Амбрумовой), где специализировался в области суицидологии — изучения и профилактики самоубийств; участвовал в создании «телефона доверия» и кризисного стационара.
Совместно с А. Г. Амбрумовой работал над исследованием психологических аспектов пресуицида (1974) как «состояния личности с повышенной вероятностью совершения суицидального акта». Занимался вопросами аддиктивного поведения, психологии музыкального восприятия и музыкотерапии. В. Л. Леви и Л. З. Волков в 1970 году описали три типа патологической застенчивости подростков: шизоидно-интровертированный, псевдошизоидный и психастенический.
В дальнейшем работал в области научной и практической психологии в Институтах психологии РАН и Академии образования; занимался проблемами воспитания детей, психотерапией детей и подростков, психологической помощью семьям, психотерапией экстремальных состояний и личностных кризисов, психологией и психотерапией посредством искусства.
В 1980-е годы занимался также педагогической психологией (хотя по образованию он психиатр).
На протяжении многих лет сотрудничал с журналом и издательством «Семья и школа».

## Литературная деятельность
Владимир Леви — автор ряда книг по популярной психологии и психотерапии для широкого круга читателей. Был очень популярен в СССР.
На протяжении 1960-х годов публиковал научно-популярные статьи в журнале «Знание—сила» и других периодических изданиях. Первая книга «Охота за мыслью: Заметки психиатра» вышла в 1967 году в научно-популярной серии «Эврика» издательства «Молодая гвардия».
Далее последовали «Я и Мы» (первая премия Всесоюзного общества «Знание»),
«Искусство быть собой»,
«Искусство быть другим» (все в той же серии «Эврика» издательства «Молодая гвардия»),
«Разговор в письмах»,
«Цвет судьбы»,
«Везёт же людям» (расширенная версия книги «Разговор в письмах») ,
«Нестандартный ребёнок» (1983),
трёхтомник «Исповедь гипнотизёра» и одноимённый аудиодиск со стихами и авторской музыкой в собственном исполнении (последние книги в издательствах «Семья и школа» и «Физкультура и спорт»).
Книги В. Л. Леви многократно переиздавались, переведены на иностранные языки, включая болгарский, украинский, английский и др.
Первые публикации стихов — в 1980-х годах в журналах «Новый мир» и «Огонёк».
В 2000 году выпустил книгу стихов «Зачёркнутый профиль».
После 2000 года опубликовал книги:
- «Приручение страха»,
- «Травматология любви»,
- «Вагон удачи»,
- «Семейные войны»,
- «Ближе к телу» (вместе составившие книгу «Азбука здравомыслия»),
- «Лекарство от лени»,
- «Куда жить»,
- «Ошибки здоровья»,
- «Наёмный бог» (с романом и подборкой стихов),
- «Одинокий друг одиноких» (эссе и стихи).

Иллюстрации в ряде изданий выполнены автором.
С 1974 года — член Союза писателей.
С 2005 года — автор и ведущий популярной радиопрограммы «Музыкальная аптека».
В январе 2007 года записи передачи «Музыкальная аптека», а также книги «Одинокий друг одиноких» и «Лекарство от лени» отправлялись на Международную космическую станцию.

## Семья
Женат третьим браком, восемь детей, один из них: сын — Максим Владимирович Леви (род. 5 марта 1969), психолог, выпускник МГУ (1993). Кандидат психологических наук. Доцент кафедры психологии Академии управления МВД России (до 2014 г.), специалист по прикладной компьютерной психодиагностике, психологии искусства. Соавтор и соведущий радиопрограммы «Музыкальная аптека» на Радио России (2005—2006 гг.). Музыкант, автор песен на стихи В. Л. Леви, классической и современной поэзии, музыки к сказкам, в том числе: В. Л. Леви «Про барсука».

## Книги

### Ранние книги
- Охота за мыслью: Заметки психиатра (1967, 1971)
- Я и Мы (1969, 1973)
- Искусство быть собой (с подзаголовком: индивидуальная психотехника; 1973, 1977, 1990, 2007)
- Искусство быть другим (с подзаголовком: научное издание; 1980, 1993)
- Разговор в письмах (1982, 1993)
- Нестандартный ребёнок (с подзаголовком: научное издание; 1983, 1988, 1996)
- Цвет судьбы (1988)
- Везёт же людям (1988)
- Исповедь гипнотизёра (трёхтомник) (1993)

### Серия «Конкретная психология» (вышли после 2000 года)
(Здесь и далее указаны годы первых изданий названных книг)
- Новое «Искусство быть другим» (обновлённое дополненное издание, 2003)
- Новый «Нестандартный Ребёнок» (обновлённое дополненное издание, 2006)
- Куда жить? (2004)
- Ошибки здоровья (2004)
- Не только депрессия, охота за настроением (2007)
- Куда жить (2012)

### Серия «Азбука здравомыслия»
- Приручение страха (2002)
- Вагон удачи (2002)
- Травматология любви (2003)
- Семейные войны (2003)
- Ближе к телу (2003)
- Лекарство от лени (2005)

Пять книг этой серии вышли также одним общим изданием «Азбука здравомыслия». В 2006 году выпущена «Азбука здравомыслия» с добавлением «Лекарства от лени».

### Серия «Доверительные разговоры»
- Зачёркнутый профиль (2000)
- Наёмный бог (2005)
- Одинокий друг одиноких (2006)
- Комическая атака (2009)
- Коротко о главном (2010)

### Серия «?ВОТ! (Жизневедение в Вопросах и Ответах)»
- Направляющая сила ума (2008)

### Внесерийные издания
- Кважды Ква (2008) — книга стихов, песен и сказок для детей

### Электронные издания
- «In Touch & In Tune» (2010) «Искусство быть собой» в переводе на английский язык (переводчица доктор русской словесности Мишель Макгрэт); можно читать свободно
- «In Touch & In Tune» on Amazon.com
- «Memento, Песнь уходящих» (2011)
- Электронные версии других книг